# Flipboard
Flipboard es un agregador de noticias y una red social con sede central en Palo Alto, California y oficinas en Nueva York, Vancouver y Pekín. Lanzado en julio de 2010, agrega contenido social, noticias, páginas de fotografías y otras páginas web presentadas en formato de revista. Permite a los usuarios saltar entre noticias, fotografías y vídeos estando compartidos. Los usuarios pueden también guardar historias en revistas Flipboard. En marzo de 2016 la compañía declara haber tenido 28 millones de revistas creadas por sus usuarios en Flipboard. Permite acceder vía web o por una aplicación de Flipboard para Microsoft Windows y macOS, y por aplicación para móvil iOS, Android y Windows Phone. El software del cliente está disponible sin cargo y en 21 idiomas.

## Historia
Flipboard fue lanzado originalmente para el iPad de Apple Inc. en 2010. Más tarde en ese mismo año se lanzó en el iPhone y iPod Touch.
La compañía recaudó más de $ 200 millones en fondos de inversores, incluidos Kleiner Perkins Caufield & Byers, Index Ventures, Rizvi Traverse Management e Insight Venture Partners, y otros $ 50 millones de JPMorgan Chase en julio de 2015.
El 5 de mayo de 2012, Flipboard fue lanzado para teléfonos Android, comenzando con el Samsung Galaxy S3. El 30 de mayo de 2012, se lanzó una versión beta de Flipboard para Android a través de su sitio web. Un lanzamiento final estable de Flipboard para Android fue lanzado el 22 de junio de 2012 en Google Play. La versión de Windows 8 de la aplicación Flipboard también se presentó durante la Conferencia de construcción de Microsoft 2013 y en el blog de Flipboard con un vídeo, aunque no se dio fecha de lanzamiento. El 22 de octubre de 2014, Flipboard para Windows 8 se lanzó a dispositivos Windows Phone a partir del Nokia Lumia 2520.
En marzo de 2014, Flipboard compró Zite, una aplicación de lectura de estilo de revista, de la cadena de televisión CNN. El sistema de filtrado de contenido, motor de temas y recomendaciones de Flipboard se integró a partir de esta adquisición. Zite fue cerrado el 7 de diciembre de 2015.
En febrero de 2015, Flipboard llegó a estar disponible en la web. Hasta entonces, Flipboard era una aplicación móvil, solo disponible en tabletas y teléfonos móviles. El cliente web proporciona enlaces de páginas web en los navegadores de escritorio y carece de algunas características del software del cliente.
En febrero de 2017, Flipboard actualizó sus aplicaciones móviles para iOS y Android a 4.0, lo que trajo un rediseño completo a la aplicación e implementó nuevas características como revistas inteligentes, que permiten a los usuarios agrupar diferentes elementos, como varias fuentes de noticias, personas y hashtags.

## Aceptación
La reacción a la aplicación fue principalmente positiva, con Techpad llamándolo una aplicación para iPad "asesina". Apple revisó positivamente Flipboard y nombró a la aplicación "Aplicación iPad del año" de Apple en 2010. Cuando una nueva actualización del software agregó más funciones como soporte para Google Reader, un agregador basado en la web y contenido de más editores, la aplicación recibió una crítica favorable del Houston Chronicle.

## Censura en China
El 15 de mayo de 2011, Flipboard fue bloqueado por el Gran Cortafuegos de China. McCue dijo en su cuenta de Twitter: "China ahora ha bloqueado oficialmente Flipboard".
La compañía luego lanzó su primera edición localizada para China. A partir de febrero de 2015, la empresa comenzó a autocensurar usuarios que utilizaban la aplicación de China. La guía de contenido para China ya no incluye Twitter y Facebook. Las suscripciones existentes para Twitter o Facebook también se eliminan automáticamente.

## Interfaz de usuario
La interfaz de usuario de la aplicación está diseñada para flipear de forma intuitiva el contenido. Una vez que los gustos se han configurado, la primera página que se ve cuando se abre la aplicación es una lista del contenido suscrito. Las versiones de iPhone y Android tienen una sección "Cubrir historias" en la primera página que recopila solo los elementos más recientes e importantes de todas las suscripciones. Esto debe leerse cuando el usuario solo tiene un corto período de tiempo para leer.